# Nhaneca-humbes

Mapa étnico de Angola em 1970 (área dos nhaneca-humbes marcada a azul claro)

O termo nhaneca-humbe é utilizado para designar um conjunto de etnias agropastoras bantas do sudoeste de Angola que tem em comum a raiz linguística nhaneca.
Localizadas na sua maior parte na província da Huíla, e em pequenas porções no Cunene e no Namibe, estas etnias combinam a criação de gado bovino com uma agricultura geralmente  destinada mais à auto-subsistência do que à comercialização. Cada etnia (muíla, handa, cumbe, etc.) tem a sua identidade social e suas características culturais, com subdivisões linguísticas particulares. A despeito da raiz linguística, os grupos não se consideram como fazendo parte de um conjunto abrangente.
A maior parte dos nhaneca-humbes aderiu ao cristianismo, predominantemente à Igreja Católica, no decorrer do período colonial. A escolarização fez progressos lentos e, em 2014, continuava abaixo da média nacional. Uma parte significativa passou a viver nas vilas e cidades, abandonando, completamente ou em parte, o seu modo de vida tradicional.